# Orlando Jet
Orlando Jet, född 29 april 2013, är en tysk varmblodig travhäst. Han tränas i Tyskland av Rudolf Haller och körs även oftast av densamme.
Orlando Jet började tävla 2015. Han har till maj 2018 sprungit in 1,8 miljoner kronor på 15 starter varav 11 segrar och 2 andraplatser. Han har tagit sina största segrar i Breeders' Crown för både 3- och 4-åringar, Prix Raymond Fouard (2017) och Graf Kalman Hunyady Memorial (2019).
Orlando Jet blev den 16 maj 2018 inbjuden till att delta i 2018 års upplaga av Elitloppet på Solvalla, trots att han aldrig startat över kort distans innan. Den 27 maj kördes Elitloppet och han kom på åttondeplats i sitt försökslopp. Han kvalificerade sig därmed inte bland de fyra som gick vidare till final.